# Jo Yun-sik
Jo Yun-sik (koreanisch 조윤식; * 24. Juli 1931) ist ein ehemaliger südkoreanischer Eisschnellläufer.
Jo nahm von 1953 bis 1956 an internationalen Wettbewerben teil. Dabei belegte er bei der Mehrkampfweltmeisterschaft 1953 in Helsinki den 26. Platz und bei der Mehrkampfweltmeisterschaft 1954 in Sapporo den 15. Rang im Großen Vierkampf. In der Saison 1955/56 lief er bei der Mehrkampfweltmeisterschaft 1956 in Oslo auf den 42. Platz im Großen Vierkampf und bei den Olympischen Winterspielen 1956 in Cortina d’Ampezzo auf den 42. Platz über 1500 m sowie auf den 34. Rang über 500 m.

## Persönliche Bestleistungen
| Disziplin | Zeit       | Datum            | Ort         |
| --------- | ---------- | ---------------- | ----------- |
| 500 m     | 43,4 s     | 22. Januar 1956  | Misurinasee |
| 1000 m    | 1:32,2 min | 22. Januar 1956  | Misurinasee |
| 1500 m    | 2:20,0 min | 30. Januar 1956  | Misurinasee |
| 3000 m    | 5:08,9 min | 7. Februar 1956  | Tønsberg    |
| 5000 m    | 8:52,6 min | 11. Februar 1956 | Oslo        |